# الله‌آباد سفلی (جیرفت)
الله‌آباد سفلی روستایی در دهستان حسین‌آباد بخش اسماعیلی شهرستان جیرفت استان کرمان ایران است.

## جمعیت
بر پایه سرشماری عمومی نفوس و مسکن در سال ۱۳۹۵ جمعیت این مکان ۴۲۴ نفر (۱۱۶خانوار) بوده‌است.